# Ectothiorhodospiraceae
Ectothiorhodospiraceae bilden eine Familie von Bakterien innerhalb der Gammagruppe der Proteobacteria. Viele Vertreter leben anoxygen phototroph und gleichzeitig anaerob. Sie bilden mit der Familie Chromatiaceae die physiologische Gruppe der phototrophen Schwefelpurpurbakterien. Sie sind durch Geißeln beweglich. Die Zellen sind stäbchen- oder auch spirillenförmig.
Vertreter der Ectothiorhodospiraceae oxidieren durch Photosynthese Sulfide, bzw. Schwefelwasserstoff zu elementaren Schwefel und lagern den Schwefel in Form von Kügelchen außerhalb der Zelle (extrazellulär) ab. Der Schwefel kann dann weiter extrazellulär zu Sulfat oxidiert werden. Da kein Sauerstoff freigesetzt wird findet eine anoxygene Photosynthese statt.

## Ökologie
Die meisten Vertreter der Ectothiorhodospiraceae sind alkaliphil und halophil. Sie bevorzugen somit Lebensräume mit hohen Salzgehalten und pH-Werten. Diese Bakterien sind anaerob bis mikroaerob. Sie benötigen somit Habitate, in denen kein oder nur sehr wenig Sauerstoff vorhanden ist. Sie sind z. B. auf Schlammschichten im Meer oder Süßwasser zu finden. Die halophilen kommen oft in großen Mengen in Sodaseen, Salzseen oder auch in Salinen vor.
Extrem halophil ist die Gattung Halorhodospira. Sie bevorzugt Lebensräume mit Salzgehalten von 15–25 %. Halorhodospira und andere Arten treten in sehr großen Mengen in hochsalinen und alkalischen Sodaseen auf und verursachen die charakteristische Rot- oder Grünfärbung dieser Seen. Halorhodospira halophila ist z. B. eins der Bakterien die für die starke rote Farbe des Wadi Natrun, ein Sodasee in Ägypten, verantwortlich sind. Diese Art zählt auch zu den am stärksten halophilen Eubakterien überhaupt.
Die durch Photosynthese den Schwefelwasserstoff oxidierenden Bakterien nehmen eine wichtige Rolle im Schwefelkreislauf ein. Sie wandeln den für höhere Lebewesen giftigen Schwefelwasserstoff in harmlose Verbindungen wie Sulfat oder in elementaren Schwefel um. Sulfat kann wiederum von anderen Bakterien, wie den sogenannten Sulfatatmern (Desulfurikanten) genutzt werden. Meist besteht eine enge Gemeinschaft (Assoziation) zwischen diesen beiden Gruppen, ein Sulfuretum (auch mit ph geschrieben: Sulphuretum), eine verkürzte Form des Schwefelkreislaufes.
Auch Nitrifizierer sind in dieser Familie vorhanden. Die Gattung Nitrococcus zählt zu dieser Gruppe und oxidiert zur Energiegewinnung Nitrit zu Nitrat.

## Der verkürzte Schwefelkreislauf
Die Ectothiorhodospiraceae wie auch die Chromatiaceae bilden oft eine enge Gemeinschaft  mit anderen schwefel- und sulfatreduzierenden Bakterien, hierbei bildet sich oft ein als Sulfuretum (Mehrzahl: Sulfureta) bezeichnetes Ökosystem. Es handelt sich um Mikrobenmatten (Biofilme) in denen verschiedenen Bakterien Schwefel reduzieren und oxidieren, es findet ein in sich geschlossener, verkürzter Schwefelkreislauf statt.
Sulfureta bilden sich an Standorten wo in einer oxisch-anoxischen Übergangszone Licht und Schwefelverbindungen zur Verfügung stehen. Diese Ökosysteme bestehen aus mehreren Schichten von Bakterien. Die oberste, sauerstoffenthaltende und belichtete Schicht besteht meist aus phototrophen Bakterien wie Cyanobakterien. In der folgenden relativ sauerstofffreien Schicht wo noch Licht und eine große Masse von Schwefelverbindungen vorhanden ist dominieren die Schwefelpurpurbakterien. Es folgt die von sulfat- und schwefelreduzierenden Bakterien gebildete Schicht, hier ist kein Licht und auch kein Sauerstoff vorhanden.
Das durch die Schwefelpurpurbakterien gebildete Sulfat wird in darunter liegenden Schichten von den schwefelreduzierenden Bakterien aufgefangen und wieder zu Schwefelwasserstoff reduziert. Diese Schwefelverbindung diffundiert wieder nach oben und kann erneut oxidiert werden. Es entsteht ein geschlossener, verkürzter Schwefelkreislauf. Die in der obersten Schicht dominierenden Cyanobakterien bilden organisches Material, welches von den Schwefelpurpurbakterien und den reduzierenden Bakterien aufgenommen wird. Aufgrund der Photosynthese unterliegen diese Ökosysteme einen Tag-Nacht-Rhythmus.
Sulfureta bilden sich häufig auf Schlammböden von Seen und Meeresbuchten, wo das Wasser mehr oder weniger stagniert, oder auch in den Salzseen und Sodaseen, wo die Ectothiorhodospiraceae verstärkt vorkommen.

## Die anoxygene Photosynthese
Die Ectothiorhodospiraceae gehören zusammen mit der Familie Chromatiaceae der Ordnung Chromatiales an und bilden die Gruppe der Schwefelpurpurbakterien. Zusammen mit den schwefelfreien Purpurbakterien (Rhodospirillaceae), den grünen Schwefelbakterien (Chlorobiaceae), den grünen Nichtschwefelbakterien (Chloroflexi) und den Cyanobakterien gehören sie zu den phototrophen Bakterien. Die Cyanobakterien zeichnen sich durch die Sauerstoffbildung aus: Da Wasser als Elektronendonator dient wird Sauerstoff freigesetzt. Sie sind somit oxygen phototroph.
Ectothiorhodospiraceae nutzen Schwefelwasserstoff für die Reduktion und Fixierung von CO2. Wenn die Bakterien autotroph wachsen und als einzige Kohlenstoffquelle CO2 vorliegt, erfolgt der Aufbau von Zellmaterial (Assimilation) mit Hilfe des Calvinzyklus. Vertreter der Ectothiorhodospiraceae oxidieren Sulfide, bzw. Schwefelwasserstoff zu elementarem Schwefel und lagern den Schwefel in Form von Kügelchen außerhalb der Zelle (extrazellulär) ab. Der Schwefel kann dann weiter extrazellulär zu Sulfat oxidiert werden.
Weitere Schwefelverbindungen, die von verschiedenen Arten dieser Familie als Donotoren genutzt werden, sind: Thiosulfate, Sulfide und Sulfit; auch elementarer Schwefel kann genutzt werden. Chlorophyll ist meist das Bacteriochlorophyll a, Carotinoide sind verschiedene Spirilloxanthine. Auch Bacteriochlorophyll b kommt in dieser Familie vor, z. B. bei Halorhodospira halochloris und Halorhodospira abdelmaleki.

## Unterscheidungsmerkmale zu den Chromatiaceae
Durch die extrazelluläre Ablagerung und weitere Oxidierung des elementaren Schwefels lassen sich Arten dieser Familie gut von den Chromatiaceae unterscheiden: Arten der letzteren lagern die Schwefelkörner innerhalb der Zelle. Unter den Ectothiorhodospiraceae lagert Thiorhodospira sibirica den Schwefel allerdings nicht nur extrazellulär, sondern auch im periplasmatischen Raum der Zelle ab. Weiterhin bilden die meisten Vertreter der Chromatiaceae Gasvesikel, bei den Ectothiorhodospiraceae ist hierzu nur die Art Ectothiorhodospira vacuolata in der Lage.

## Gattungen
Die früher in der Familie der Ectothiorhodospiraceae geführte Gattung Acidiferrobacter wurde im Jahr 2015 zu der neu aufgestellten Ordnung Acidiferrobacterales transferiert.
Es folgt eine Liste einiger Gattungen der Ectothiorhodospiraceae:
- Ectothiorhodospiraceae Imhoff 1984
  - Acidihalobacter Pablo et al. 2015
  - Alkalilimnicola Yakimov et al. 2001
  - Alkalispirillum Rijkenberg et al. 2002
  - Aquisalimonas Márquez et al. 2007
  - Arhodomonas Adkins et al. 1993
  - Ectothiorhodosinus Gorlenko et al. 2004
  - Ectothiorhodospira Pelsh 1936[5]
  - Halorhodospira Imhoff and Suling 1997
  - Natronocella Sorokin et al. 2007
  - Nitrococcus Watson and Waterbury 1971
  - Thioalbus Park et al. 2011
  - Thioalkalivibrio Sorokin et al. 2001
  - Thiohalospira Sorokin et al. 2008
  - Thiorhodospira Bryantseva et al. 1999